# 오몬마촌
오몬마촌(小文間村)은 이바라키현 기타소마군에 일찍이 존재했던 촌이다. 현재의 도리데시 남동부에 해당한다.

## 역사
- 1889년 4월 1일 - 정촌제 시행에 수반해 기타소마군 오몬마촌이 성립하였다.
- 1955년 2월 15일 - 도리데정, 데라하라촌 이나토이촌, 다카이촌과 합병해 새로운 도리데정이 되어 소멸하였다.

## 수해
도네강과 고가이강 사이에 끼어 있는 지역이기 때문에 인근 마을과 함께 수해를 겪은 역사가 있다.
- 1950년 8월 2일 - 다카스촌 가미우라 지점에서 제방이 붕괴.인근 마을과 함께 마을 전체가 물에 잠겼다. 인명피해는 없었지만, 지역 일대에서 25,000명의 이재민이 발생